# Caroline Arscott
Caroline Arscott ist eine britische Kunsthistorikerin. Sie lehrt als Professorin am Courtauld Institute.

## Leben
Arscott studierte von 1975 bis 1978 am Newnham College. Anschließend besuchte sie die University of Leeds, wo sie mit einer Schrift über Modern Life Subjects in British Painting 1840–60 promoviert wurde. Von 1998 bis 2008 war Arscott Redaktionsleitung des Oxford Art Journal, von 2009 bis 2014 war sie Herausgeberin des RIHA Journal. Sie publizierte umfangreich zu Edward Burne-Jones und William Morris sowie zum Viktorianischen Zeitalter.

## Ausgewählte Publikationen
- "Edward Burne-Jones (1833–98)" in E. Prettejohn (Hrsg.), The Cambridge Companion to the Pre-Raphaelites, Cambridge: Cambridge University Press, 2012.
- "Everyday Variety and Classical Constraint in Victorian Drawings" in Life, legend, landscape: Victorian drawings and watercolours herausgegeben von Joanna Selborne, Ausstellungskatalog, London: The Courtauld Gallery, 2011.
- Edward Burne-Jones and William Morris: Interlacings, Yale University Press, New Haven und London, 2008, ISBN 0-300-14093-2.
- "William Powell Frith’s The Railway Station: Classification and the Crowd", in William Powell Frith, exhibition catalogue, London, Guildhall Art Gallery, November 2006, S. 79–93.
- "Representations of the Victorian City" in M. Daunton (Hrsg.), Cambridge Urban History of Britain: Volume Three (1840–1950), Cambridge University Press, Cambridge, 2000, S. 811–832.
- "Convict Labour: Masking and Interchangeability in Victorian Prison Scenes", Oxford Art Journal, 23,2, 2000, S. 119–142 (zu Frith).